# Miniopterus mossambicus
Miniopterus mossambicus (Monadjem, Goodman, Stanley & Appleton, 2013) è un pipistrello della famiglia dei Miniotteridi endemico del Mozambico.

## Descrizione

### Dimensioni
Pipistrello di piccole dimensioni, con la lunghezza totale tra 99 e 104 mm, la lunghezza dell'avambraccio tra 41 e 44,9 mm, la lunghezza della coda tra 47 e 50 mm, la lunghezza del piede tra 6 e 9 mm, la lunghezza delle orecchie tra 8,8 e 10 mm e un peso fino a 9 g.

### Aspetto
Le parti dorsali sono bruno-grigiastre, mentre le parti ventrali sono leggermente più chiare con la base dei peli scura. La fronte è molto alta e bombata, il muso è stretto e con le narici molto piccole. Le orecchie sono corte, triangolari, ben separate tra loro e con l'estremità arrotondata. Il trago è lungo, dritto, più largo verso l'estremità e più stretto alla base. Le ali sono e attaccate posteriormente sulle caviglie. La lunga coda è inclusa completamente nell'ampio uropatagio. Il calcar è lungo e privo di carenatura.

## Biologia

### Alimentazione
Si nutre di insetti.

## Distribuzione e habitat
Questa specie è diffusa nel Mozambico settentrionale ed occidentale.

## Conservazione
Questa specie, essendo stata scoperta solo recentemente, non è stata sottoposta ancora a nessun criterio di conservazione.